# Secret Mountain Fort Awesome
Secret Mountain Fort Awesome è una serie televisiva animata statunitense del 2011, creata da Peter Browngardt. In Italia è inedita.
La serie ruota attorno ad una confraternita di cinque mostri che scatenano il caos dal loro forte montanaro. La serie è vagamente basata sugli antagonisti apparsi nel cortometraggio animato Uncle Grandpa di Browngardt.
La serie è stata trasmessa per la prima volta negli Stati Uniti su Cartoon Network dal 1º agosto 2011 al 17 febbraio 2012 e continuata su iTunes dall'8 marzo al 29 marzo 2012, per un totale di 26 episodi ripartiti su due stagioni.

## Trama
Una razza di mostri noti come Disgustoidi sono banditi dalla società a causa del loro comportamento indisciplinato e delle loro apparenze grottesche. Dal loro senziente ed eponimo forte montanaro sotterraneo, scatenano il caos tra la gente.

## Episodi
| Stagione         | Episodi | Episodi | Prima TV USA | Prima TV Italia |
| ---------------- | ------- | ------- | ------------ | --------------- |
| Prima stagione   | 6       | 6       | 2011         | inedita         |
| Seconda stagione | 20      | 10      | 2011-2012    | inedita         |
| Seconda stagione | 20      | 10      | 2012         | inedita         |

### Prima stagione
| nº | Titolo originale          | Prima TV USA      |
| -- | ------------------------- | ----------------- |
| 1  | Teleport-A-Potty          | 1 agosto 2011     |
| 2  | Monster Cops              | 26 settembre 2011 |
| 3  | Secret Mountain Fort Love | 3 ottobre 2011    |
| 4  | The Bet                   | 10 ottobre 2011   |
| 5  | Nigthmare Sauce           | 17 ottobre 2011   |
| 6  | What It Do, Nephew        | 4 novembre 2011   |

### Seconda stagione
| nº | Titolo originale                            | Prima TV USA           |
| -- | ------------------------------------------- | ---------------------- |
| 1  | The 6th Disgustoid                          | 11 novembre 2011       |
| 2  | Secret Mountain Fart Awesome                | 18 novembre 2011       |
| 3  | The Broken Chair                            | 9 dicembre 2011        |
| 4  | 7,002 o Secret' Mountain                    | 16 dicembre 2011       |
| 5  | Party Slog"                                 | 30 dicembre 2011       |
| 6  | Road Trippin'                               | 6 gennaio 2012         |
| 7  | Dingle Come Home                            | 13 gennaio 2012        |
| 8  | Colonel Monster's Monster Time Pizza Palace | 20 gennaio 2012        |
| 9  | President The Fart                          | 27 gennaio 2012        |
| 10 | Secret Mountain Uncle Grandpa               | 3 febbraio 2012        |
| 11 | Festro Gets Glasses                         | 8 marzo 2012 (iTunes)  |
| 12 | Funstro                                     | 8 marzo 2012 (iTunes)  |
| 13 | Labyrinth                                   | 15 marzo 2012 (iTunes) |
| 14 | Gweelok Cracks                              | 15 marzo 2012 (iTunes) |
| 15 | Stealing the Sun                            | 22 marzo 2012 (iTunes) |
| 16 | 5 Disgustoids and a Baby                    | 22 marzo 2012 (iTunes) |
| 17 | Family Lies                                 | 29 marzo 2012 (iTunes) |
| 18 | Wrestlemaniacs                              | 29 marzo 2012 (iTunes) |
| 19 | Just for Kicks                              | 29 marzo 2012 (iTunes) |
| 20 | Secret Mountain Fort Werebaby               | 29 marzo 2012 (iTunes) |

## Personaggi e doppiatori
- Festro (stagioni 1-2), doppiato da Peter Browngardt.
- Fart (stagioni 1-2), doppiato da Pat Duke.
- Gweelok (stagioni 1-2), doppiato da Paul Rugg.
- Dingle (stagioni 1-2), doppiato da Peter Browngardt.
- Slog (stagioni 1-2), doppiato da Steve Little.

## Produzione
Durante gli upfront del 2011, Cartoon Network ha annunciato Secret Mountain Fort Awesome tra le altre serie. Presentata come una commedia, la serie è stata creata da Peter Browngardt ed è basata sul suo cortometraggio animato Uncle Grandpa, il quale ha ottenuto elogi, un certo seguito di culto e una nomination agli Emmy Award.
Presentato inizialmente alla rete come episodio pilota, la serie utilizza gli stessi elementi grafici e lo stile di design di Uncle Grandpa. Secondo Browngardt, i dirigenti di Cartoon Network non erano sicuri di produrre una serie incentrata sul personaggio titolare e pensavano che i mostri dell'episodio pilota avessero più potenziale.
In un'intervista con Cartoon Brew, Browngardt ha definito il processo di lancio dell'episodio pilota una "straordinaria esperienza di apprendimento", permettendogli di proporre un'idea alla rete e vedere "come può manipolare e cambiare mentre ci si lavora".